# Philippe Chatrier
Philippe Chatrier (2. února 1928 Créteil – 22. června 2000 Dinard) byl francouzský tenista, novinář a sportovní funkcionář. V letech 1973 až 1993 zastával post prezidenta francouzského tenisového svazu Fédération Française de tennis a čtrnáct let 1977–1991 také řídil z pozice prezidenta Mezinárodní tenisovou federaci.

## Osobní život
V roce 1945 vyhrál juniorské Mistrovství Francie v tenisu. V období 1948-1950 byl součástí národního daviscupového družstva. Wimbledonu se naposledy zúčastnil v roce 1953, poté se vydal na dráhu novináře a funkcionáře. Ve stejném roce, kdy opustil aktivní tenis založil časopis Tennis de France, pracoval také jako redaktor pro pařížský deník Paris-Presse.
Oženil se s francouzskou tenistkou Susan Partridgovou, která vyhrála domácí mistrovství Francie v roce 1959. Po rozvodu se podruhé oženil s golfistkou Claudine Crosovou. Z prvního manželství měl dva syny. Starší Jean-Philippe Chatrier je hercem.
V roce 1969 usedl do křesla nehrajícího kapitána francouzského daviscupového družstva. Z pozice tenisového činovníka sehrál významnou roli v procesu sloučení amatérského a profesionálního tenisu v roce 1968, kdy byla započata otevřená éra světového tenisu. Téhož roku se stal viceprezidentem francouzské tenisové federace, aby byl o pět let později zvolen jejím šéfem a následně i prezidentem Mezinárodní tenisové federace. Pod jeho vedením se v roce 1981 podařilo tenis opět začlenit do rodiny olympijských sportů. Na Letních olympijských hrách v Los Angeles roku 1984 byl tenis účasten jako ukázkový sport a první sady medailí v tomto odvětví byly rozdány o čtyři roky později na Olympijských hrách 1988 v Soulu. V roce 1992 byl uveden do Mezinárodní tenisové síně slávy.
Zemřel v obci Dinard roku 2000. Na jeho počest byl po něm v roce 2001 pojmenován centrální tenisový dvorec Court Philippe Chatrier pařížského klubu Stade Roland Garros, kde se odehrává druhý grandslam sezóny French Open. Druhý hlavní dvorec Court Suzanne Lenglen nese jméno francouzské tenisové legendy Suzanne Lenglenové. Nejvyšší ocenění Mezinárodní tenisové federace nese v názvu jeho jméno (Cena Philippa Chartiera). Toto ocenění například v roce 2009 obdržela Martina Navrátilová.